# Ludwig Fischer (Philologe)
Ludwig Fischer (* 28. Mai 1939 in Leipzig) ist ein deutscher Germanist und Philosoph. Er war Professor Deutsche Literaturwissenschaft und lehrte als Ordinarius Neuere Deutsche Literatur an der Universität Hamburg.
Bis 1965 studierte Fischer zunächst Biologie, dann Germanistik, Evangelische Theologie und Allgemeine Rhetorik an den Universitäten Tübingen, Basel und Zürich. 1965 legte er sein Erstes Staatsexamen in den Fächern Deutsch und Evangelische Theologie ab. Im Jahr 1967 wurde er in der Allgemeinen Rhetorik mit einer Arbeit über Gebundene Rede. Dichtung und Rhetorik in der literarischen Theorie des Barock in Deutschland um Dr. phil. promoviert. Anschließend war von 1968 bis 1970 Lektor für deutsche Sprache und Literatur an der Universität Stockholm in Schweden und 1971 bis 1976 Wissenschaftlicher Assistent am Institut für Deutsche Philologie, Allgemeine und Vergleichende Literaturwissenschaft an der TU Berlin. 
Im Jahr 1976 folgte seine Habilitation für Deutsche Philologie an der TU Berlin und der Beginn seiner Lehrtätigkeit als Privatdozent. Seit 1978 war er ordentlicher Professor für Neuere deutsche Literatur an der Universität Hamburg. Seit 2004 ist er emeritiert.
Fischer arbeitete zur Gegenwartsliteratur und Sozialgeschichte der Literatur (unter anderem Massen- und Unterhaltungsliteratur). Außerdem war er in den Medienwissenschaft (Schwerpunkte: Fernsehen – Genres, Programmstrukturen – und Dokumentarfilm) und der Kulturtheorie und -geschichte (u. a. Geschichte des Lesens und der Lektüreweisen, der medialen Dispositive), Kultursoziologie (besonders im Anschluss an Pierre Bourdieu) aktiv.
Vor seinem Ruhestand und darüber hinaus beschäftigte sich Ludwig Fischer mit der Wahrnehmungs- und Mediengeschichte des „kulturellen Konstrukts Natur“.

## Publikationen (Auswahl)
- Gebundene Rede. Dichtung und Rhetorik in der literarischen Theorie des Barock in Deutschland. Tübingen 1968.
- Die Produktion von Kopfarbeitern. 1974.
- Die lutherischen Pamphlete gegen Thomas Müntzer. 1976.
- Zeitgenosse Büchner. 1979.
- unter dem Pseudonym Eschel Gneis: Dr. Rettichs Zwölf-Minuten-Geschichten. München: dtv 2008.
- Brennnesseln. Matthes & Seitz, Berlin 2017, ISBN 978-3-95757-407-7.
- Naturallianz. Perspektiven für ein verändertes Naturverhältnis. Matthes & Seitz, Berlin 2024, ISBN 978-3-7518-2026-4.

als Herausgeber
- Unerledigte Einsichten. Der Journalist und Schriftsteller Horst Stern (= Beiträge zur Medienästhetik und Mediengeschichte. Nr. 4). Lit Verlag, Hamburg 1997
- mit Reinhard Piechocki: Horst Stern. Reden – Essays – Interviews. Bundesamt für Naturschutz, Bonn 2014

zur Arbeit Ludwig Fischers:
- Reinhard Piechocki (2010): Landschaft – Heimat – Wildnis: Schutz der Natur – aber welche und warum? Becksche Reihe, S. 27.

## Weblink
- Universität Hamburg: Prof. Dr. Ludwig Fischer.

| Personendaten    | Personendaten                                                                                         |
| ---------------- | --- |
| NAME             | Fischer, Ludwig                                                                                       |
| ALTERNATIVNAMEN  | Gneis, Eschel (Pseudonym)                                                                             |
| KURZBESCHREIBUNG | deutscher Germanist und Philosoph, Professor für Neuere deutsche Literatur an der Universität Hamburg |
| GEBURTSDATUM     | 28. Mai 1939                                                                                          |
| GEBURTSORT       | Leipzig                                                                                               |